# Superga
Superga är en bergstopp vid Poflodens södra bankar, öster om Turin i Italien. Den är belägen 672 meter över havet, och en av de högre topparna utanför staden.
Här finns en av många kungagravar som användes av Huset Savojen, kyrkan La Superga och järnvägen Tranvia Sassi-Superga. Platsen är också känd för Supergaolyckan 1949, där flera spelare i fotbollslaget AC Torino omkom.